# تاريخ اليابان
يغطي تاريخ اليابان أرخبيل اليابان وعلاقتها بالعالم، ويتميز بالفترات الانعزالية، وشبه المفتوحة، والتوسعية.
يرجع أول سكن بشري في الأرخبيل الياباني إلى عصور ما قبل التاريخ في عام 30,000 قبل الميلاد تقريبًا. أعقبت فترةَ جومون، التي سُميت نسبةً إلى صناعة الفخار ذي الزخرفة الحبلية، فترةُ يايوي في الألفية الأولى قبل الميلاد عندما أُدخلت التقنيات الجديدة من قارة أسيا. خلال هذه الفترة، سُجل أول مرجع مكتوب معروف عن اليابان في كتاب هان الصيني في القرن الأول بعد الميلاد.
بين القرنين الرابع والتاسع، أصبحت الممالك والقبائل العديدة في اليابان موحدة تدريجيًا في ظل حكومة مركزية يسيطر عليها الإمبراطور (وأحيانًا الإمبراطورة). ما تزال هذه السلالة الإمبراطورية تسيطر على اليابان. في عام 794، أُسّست عاصمة إمبراطورية جديدة في هييآن كيو (كيوتو الحديثة)، محددةً بداية فترة هييآن، التي استمرت حتى عام 1185. تُعد فترة هيان عصرًا ذهبيًا للثقافة اليابانية الكلاسيكية. كانت الحياة الدينية اليابانية منذ هذا الوقت فصاعدًا مزيجًا من ممارسات الشنتو الأصلية والبوذية.
على مدى القرون التالية، انحدرت قوة الإمبراطور والمحكمة الإمبراطورية تدريجيًا، فمرت أولًا بالعشائر الكبرى من الأرستقراطيين المدنيين –أبرزها عشيرة فوجيوارا– ثم إلى العشائر العسكرية وجيوشها من الساموراي. خرجت عشيرة ميناموتو تحت حكم ميناموتو نو يوريتومو منتصرة من حرب غينبي التي دارت رحاها بين عامي 1180 و1185، وهزمت عشيرة تايرا العسكرية المنافسة لها. بعد الاستيلاء على السلطة، أنشأ يوريتومو عاصمته في كاماكورا وحصل على لقب شوغون. في عام 1274 و1281، صمدت شوغونية كاماكورا أمام غزوتين مغوليتين، ولكن أُطيح بها في عام 1333 على يد أحد المطالبين المتنافسين على الشوغونية، فبدأت فترة موروماتشي. خلال فترة موروماتشي، ازدادت قوة أمراء الحرب الإقليميين الذين أُطلق عليهم اسم داي-ميو على حساب الشوغون. ولكن في النهاية، انزلقت اليابان إلى فترة من الحرب الأهلية. على مدى أواخر القرن السادس عشر، أُعيد توحيد اليابان تحت قيادة الداي-ميو أودا نوبوناغا وخليفته تويوتومي هيده-يوشي. بعد وفاة هيده-يوشي في عام 1598، جاء توكوغاوا إيه-ياسو إلى السلطة وعيّنه الإمبراطور شوغونًا. ترأست شوغونية توكوغاوا، التي حكمت من إيدو (طوكيو الحديثة)، حقبة مزدهرة سلمية عُرفت باسم فترة إيدو (1600-1868). فرضت شوغونية توكوغاوا نظامًا طبقيًا صارمًا على المجتمع الياباني وقطعت أي اتصال بالعالم الخارجي تقريبًا.
بدأت البرتغال واليابان أول ارتباط لهما في عام 1543، عندما أصبح البرتغاليون أول الأوروبيين الذين يصلون إلى اليابان عن طريق الهبوط في الأرخبيل الجنوبي. كان لهم تأثير كبير في اليابان، حتى في هذا التفاعل الأولي المحدود، مدخلين الأسلحة النارية إلى الحرب اليابانية. كانت هولندا أول من أقام علاقات تجارية مع اليابان، وتعود العلاقات اليابانية الهولندية إلى عام 1609. أنهت بعثة بيري الأمريكية في 1853-1854 عزلة اليابان بشكل كامل؛ ساهم هذا في سقوط الشوغونية وعودة السلطة إلى الإمبراطور خلال حرب بوشين في عام 1868. حولت القيادة الوطنية الجديدة في فترة مييجي التالية الدولة الجُزرية الإقطاعية المعزولة إلى إمبراطورية تتبع النماذج الغربية من كثب وأصبحت دولة كبرى. على الرغم من تطور الديمقراطية وازدهار الثقافة المدنية الحديثة خلال فترة تايشو (1912-1926)، كانت المؤسسة العسكرية اليابانية القوية تتمتع بقدر عظيم من الحكم الذاتي، واستبعدت زعماء اليابان المدنيين في عشرينيات القرن العشرين وثلاثينياته. غزا الجيش منشوريا في عام 1931، وتصاعد الصراع منذ عام 1937  إلى حرب طويلة مع الصين. أدى هجوم اليابان على بيرل هاربور في شهر ديسمبر من عام 1941 إلى حرب مع الولايات المتحدة وحلفائها. سرعان ما أصبحت القوات اليابانية ممتدةً أكثر من اللازم، لكن القوات العسكرية قد صمدت رغم هجمات الحلفاء الجوية على البلاد التي ألحقت أضرارًا بالغةً بالمراكز السكانية. أعلن الإمبراطور هيروهيتو استسلام اليابان غير المشروط في 15 أغسطس عام 1945، في أعقاب القصف الذري على هيروشيما وناجازاكي والغزو السوفييتي لمنشوريا.
احتل الحلفاء اليابان حتى عام 1952، وخلال هذه الفترة، سُنَّ دستور جديد في عام 1947 حوّل اليابان إلى ملكية دستورية. بعد عام 1955، تمتعت اليابان بعد الحرب بنمو اقتصادي مرتفع للغاية، وأصبحت قوة اقتصادية عالمية. منذ تسعينيات القرن العشرين، كان العقد الضائع قضيةً رئيسية، مثل زلزال كوبه أوساكا العظيم عام 1995 وهجوم غاز السارين في مترو طوكيو. في عام 2004، أرسلت اليابان قوة عسكرية للدفاع وإعادة الإعمار لتكون جزءًا من قوات التحالف الدولي خلال حرب العراق.
في يوم الجمعة، 11 مارس عام 2011، الساعة 2:46 مساءً (ت ع م +9)، عانت اليابان زلزالًا وتسونامي بلغت قوته 9.0 درجات، وهو أحد أقوى الزلازل المسجلة على الإطلاق. تسبب الزلزال بمقتل ما يقرب من 20,000 شخص، وأصاب مناطق توهوكو وتشوبو وكانتو الواقعة ثلاثتها في شمال شرق هونشو، بما في ذلك منطقة طوكيو، وكانت له تداعيات اقتصادية هائلة، وتسبب بكارثة الطاقة النووية الخطيرة في فوكوشيما.

## اليابان في عصور ما قبل التاريخ واليابان القديمة

### فترة العصر الحجري القديم

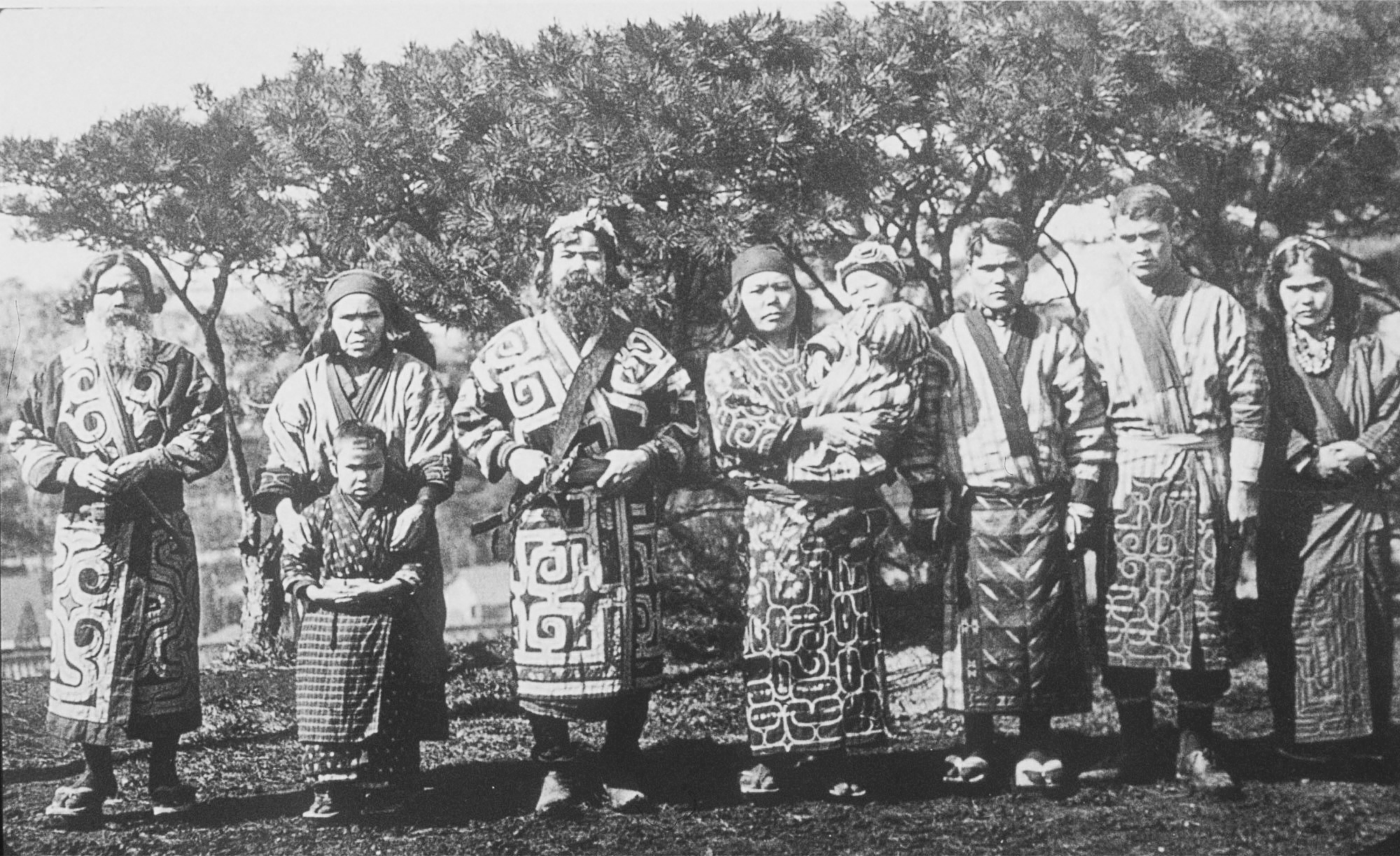
يعتقد أن شعب الإينو ينحدر من أحد الشعوب البدائية التي سكنت أرخيبل اليابان.

ربطت الجسور البرية، خلال الفترات الجليدية حين كان مستوى سطح البحر العالمي أخفض، بشكل دوري بين الأرخبيل الياباني والقارة الآسيوية عبر جزيرة سخالين في الشمال وعبر جزر ريوكيو وتايوان في الجنوب منذ بداية التجلد الرباعي الحالي قبل 2.58 مليون سنة. ربما كان هنالك أيضًا جسر أرضي إلى كوريا في الجنوب الغربي، ولكنه لم يكن موجودًا في غضون 125,000 عام. كان أول دليل ثابت على الوجود البشري هو الوجود المبكر لصيادين من العصر الحجري القديم العلوي منذ 40,000 سنة، عندما انفصلت اليابان عن القارة.

## الحضارة البدائية
لا زال العلماء وإلى يومنا هذا لم يحددوا بعد أصول السكان الأوائل لأرخبيل اليابان، إلا أنه من المؤكد أن الشعب الياباني نشأ نتيجة خليط من عدة أجناس كانت تتميز عن بعضها بعلامات فارقة: الجنس الأول، شعب بدائي قديم كان موجودا خلال الفترة الجليدية، ما بين 30.000 و 20.000 ق.م. ثم جنسين على الأقل، ممن قدموا إلى الجزيرة خلال هذه الفترة – كانت اليابان، آسيا، وأمريكا متصلين معاً بقطعة جليدية واحدة-، الأول منهما قادماً من جنوب القارة الآسيوية والآخر، من سهول سيبيريا والصين على الأرجح.

## اليابان في الفترة الكلاسيكية

### فترة أسوكا (538 – 710)
بدأت فترة أسوكا منذ وقت يرجع إلى عام 538 ميلادي مع دخول الدين البوذي من مملكة بايكتشي الكورية. منذ ذلك الحين، تعايشت البوذية مع ديانة الشنتو الأصلية في اليابان، فيما يعرف اليوم باسم شينبوتسو-شوغو. استمدت هذه الفترة اسمها من العاصمة الفعلية للإمبراطورية، أسوكا، في إقليم كيناي.
استحوذت عشيرة سوغا البوذية على الحكم في ثمانينيات القرن السادس وسيطرت على اليابان من وراء الستار لما يقارب الستين عامًا. تولى الأمير شوتوكو، أحد مناصري البوذية وقضية سوغا، والذي تعود أصوله بجزءٍ منها إلى عشيرة سوغا، الوصاية والزعامة الفعلية على اليابان من 594 إلى 622. وضع شوتوكو دستور السبعة عشرة مادة، وهو مدونة قواعد وسلوك للمسؤولين والمواطنين مستوحاة من الكونفوشيوسية، وحاول تطبيق نظام مدني قائم على الجدارة سُمي نظام المراتب والقلانس. في عام 607، أبدى شوتوكو إهانة مبطنة للصين حين بدأ رسالته بعبارة «حاكم أرض الشمس المشرقة يخاطب حاكم أرض الشمس الغاربة» كما يظهر في رموز الكانجي لكلمة اليابان (نيبون). بحلول عام 670، اعتُمد أحد أشكال هذه الكلمة، نيهون، اسمًا رسميًا للأمة، واستمر حتى يومنا هذا.
في عام 645، سقطت عشيرة سوغا إثر انقلابٍ شنه الأمير ناكا نو أويه وفوجيوارا نو كاماتاري، مؤسس عشيرة فوجيوارا. استنبطت حكومتهما ونفذت إصلاحات تايكا مديدة الأثر. بدأت العملية بإصلاح الأراضي، على أساس الأفكار الكونفوشيوسية الصينية وفلسفتها. أممت جميع الأراضي في اليابان، لتُوزع بالتساوي بين المزارعين، وأمرت بإعداد سجل أسري ليكون أساسًا لنظام ضرائب جديد. كان الهدف الحقيقي من الإصلاحات تحقيق قدر أكبر من المركزية وتعزيز سلطة البلاط الإمبراطوري، الذي كان قائمًا أيضًا على الهيكلية الصينية في الحكم. أُرسل المبعوثون والطلاب إلى الصين للتعرف على الكتابة الصينية وسياستها وفنها ودينها. بعد الإصلاحات، أصبحت حرب جينشين عام 672، وهي نزاع دموي بين الأمير أواما وابن أخيه الأمير أوتومو، إثر تنافسهما على العرش، حافزًا رئيسيًا لمزيد من الإصلاحات الإدارية. تُوجت هذه الإصلاحات بإصدار دستور تايهو، الذي عزز القوانين القائمة وأسس هيكل حكمٍ مركزي وحكومات إقليمية تابعة له. خلقت هذه الإصلاحات القانونية نظامَ حكمٍ مركزي على الطريقة الصينية يدعى ريتسوريو، ظل ساريًا على مدار خمسة قرون.
يجسد فن فترة أسوكا موضوعات الفن البوذي. يعد المعبد البوذي هوريو-جي من أشهر الأعمال المنجزة في هذه الفترة، بُني بتكليف من الأمير شوتوكو واكتمل في عام 607 ميلادي. يعتبر اليوم أقدم هيكل خشبي في العالم.

### فترة نارا (710 – 794)
في عام 710، شيدت الحكومة عاصمة جديدة بهية في هيجو كيو (نارا الحديثة) على غرار شانغان، عاصمة أسرة تانغ الصينية. خلال هذه الفترة، ظهر أول كتابين أُنتجا في اليابان: كوجيكي ونيهون شوكي، يشكل مضمونهما سجلًا عن الروايات الخرافية حول بدايات اليابان وأسطورة خلقها، والتي تُظهر السلالة الإمبراطورية على أنها من نسل الآلهة. جُمع كتاب مانيوش في النصف الأخير من القرن الثامن، والذي يعتبره الكثيرون أفضل مجموعة شعرية يابانية.
خلال هذه الفترة، شهدت اليابان سلسلة من الكوارث الطبيعية، بما في ذلك حرائق الغابات والجفاف والمجاعات وتفشي الأمراض، مثل وباء الجدري في 735 – 737 الذي قتل أكثر من ربع السكان. خشي الإمبراطور شومو (حكم من عام 724 إلى 749) من أن يكون افتقاره إلى التقوى قد تسبب في المشقات وبالتالي عمل على زيادة الدعم الحكومي للبوذية، بما في ذلك بناء معبد تودائي- جي عام 752. جمع الراهب البوذي المؤثر جيوكي جزءًا من الأموال اللازمة لبناء هذا المعبد، وما إن اكتمل بناؤه حتى استخدمه الراهب الصيني جانجين موقعًا للترسيم. ومع ذلك، دخلت اليابان مرحلة من التدهور السكاني استمرت في فترة هييان اللاحقة. كان هناك أيضًا محاولة جادة لإسقاط البيت الإمبراطوري خلال منتصف فترة نارا. خلال ستينيات القرن السابع عشر، حاول الراهب دوكيو تأسيس سلالة خاصة به بمساعدة الإمبراطورة شوتوكو، ولكن بعد وفاتها عام 770 فقد كل قوته ونُفي. إضافة إلى ذلك، عززت عشيرة فوجيوارا قوتها.

### فترة هييان (هي آن) (794 – 1185)
في عام 784، نُقلت العاصمة إلى ناغاوكا-كيو لفترة وجيزة، ثم مرة أخرى في عام 794 إلى هيان-كيو (كيوتو الحديثة)، والتي ظلت العاصمة حتى عام 1868. سرعان ما انتقلت السلطة السياسية داخل البلاط إلى عشيرة فوجيوارا، وهي أسرة من نبلاء البلاط، ازداد قربهم من العائلة الإمبراطورية من خلال الزواج المختلط. بين عامي 812 و814 ميلادي، قتل وباء الجدري ما يقارب نصف سكان اليابان.
في عام 858، أعلن فوجيوارا نو يوشيفوسا نفسه وصيًا (بلقب «سيشو») على الإمبراطور القاصر. أنشأ ابنه فوجيوارا نو موتوتسون منصب كامباكو، الذي يمكن الحكم من خلاله مكان إمبراطور راشد. حكم فوجيوارا نو ميتشيناغا، وهو رجل دولة استثنائي شغل منصب الكامباكو عام 996، أثناء ذروة قوة عشيرة فوجيوارا وزوّج أربعًا من بناته لأباطرة، قائمين ومستقبليين. ظلت عشيرة فوجيوارا بالسلطة حتى عام 1086، وذلك عندما تنازل الإمبراطور شيراكاوا عن العرش لابنه الإمبراطور هوريكاوا لكنه استمر في ممارسة السلطة السياسية، وأسس ما يُعرف بالحكم المنعزل، والذي عمل الإمبراطور الحاكم من خلاله رئيسًا صوريًا في حين أن السلطة الحقيقية كانت من وراء الستار تحت سيطرة خلفٍ سابق في المنصب.
طوال فترة هييان، تراجعت قوة البلاط الإمبراطوري. أصبح البلاط منغمسًا في صراعات السلطة وسعي نبلاء البلاط لامتلاك الهوايات الفنية لدرجة إهمال الحكم خارج العاصمة. اضمحل تأميم الأراضي الذي كان جزءًا من نظام الريتسوريو إذ نجحت العديد من العائلات النبيلة والجماعات الدينية في تأمين حالة الإعفاء الضريبي لمزارع الشوين خاصتهم (الشوين: تعبير يطلق على المزارع الخاصة المعفية من الضرائب والمستقلة). بحلول القرن الحادي عشر، تحكم مالكو الشوين على مزيد من الأراضي في اليابان تفوق تلك الخاضعة لسيطرة الحكومة المركزية. وهكذا حُرم البلاط الإمبراطوري من عائدات الضرائب لدفع تكاليف جيشه الوطني. بناءً على ذلك، شكل أصحاب الشوين جيوشهم الخاصة من محاربي الساموراي. حصلت اثنتان من العائلات النبيلة القوية التي تنحدر من فروع العائلة الإمبراطورية، وهما عشيرتا تايرا وميناموتو، على جيوشٍ كبيرة مع العديد من الشوين خارج العاصمة. بدأت الحكومة المركزية في استخدام هاتين العشيرتين المحاربتين في قمع التمرد والقرصنة. استقر شعب اليابان في أواخر فترة هييان بعد مئات السنين من التدهور.
في بدايات فترة هييان، نجح البلاط الإمبراطوري في تعزيز سيطرته على شعب الإميشي في شمال هونشو. كان أوتومو نو أوتومارو أول رجل منحه البلاط لقب سي تاي-شوغون («القائد العظيم قاهر البرابرة»). في عام 802، أخضع السي تاي-شوغون ساكانوي نو تامورامارو شعب الإميشي، الذي كان بقيادة أتيروي. بحلول عام 1051، تحدى أعضاء عشيرة آبيه، الذين شغلوا مناصب بارزة في الحكومة الإقليمية، السلطة المركزية علنًا. طلب البلاط من عشيرة ميناموتو مقاتلة عشيرة آبيه، التي هزموها في حرب التسع سنوات السابقة. وبالتالي أعاد البلاط فرض سلطته لفترة مؤقتة على شمال اليابان. بعد حرب أهلية أخرى – حرب السنوات الثلاث اللاحقة – تولى فوجيوارا نو كيوهيرا السلطة كاملةً؛ سيطرت عائلته، فوجيوارا الشمالية، على شمال هونشو طوال القرن التالي، من عاصمتهم هيرايزومي.
في عام 1156، اندلع نزاع حول الخلافة على العرش وعيّن المتنافسان (الإمبراطور غو- شيراكاوا والإمبراطور سوتوكو) عشيرتي تايرا وميناموتو على أمل ضمان العرش بالقوة العسكرية. خلال هذه الحرب، هزمت قبيلة تايرا بقيادة تايرا نو كيوموري عشيرة ميناموتو. استخدم كيوموري انتصاره لكنز السلطة لنفسه في كيوتو وحتى أنه نصّب حفيده أنتوكو إمبراطورًا. أدت هذه الحرب إلى بدء منافسة بين عشيرتي ميناموتو وتايرا. نتيجة لذلك، أسفر الخلاف والصراع على السلطة بين العشيرتين إلى اندلاع تمرد هيجي في عام 1160. في عام 1180، جرى تحدي تايرا نو كيوموري من خلال ثورة قادها ميناموتو نو يوريتومو، أحد أفراد عشيرة ميناموتو، نفاه كيوموري إلى كاماكورا في وقت مضى. رغم وفاة تايرا نو كيوموري في عام 1181، استمرت حرب جينبي الدموية اللاحقة بين عائلتي تايرا وميناموتو لأربع سنوات أخرى. جاء انتصار عشيرة ميناموتو في عام 1185 حاسمًا عندما ظفرت قوة بقيادة شقيق يوريتومو الأصغر، ميناموتو نو يوشيتسون، بمعركة دان نو أورا البحرية. وهكذا أصبح يوريتومو وحاشيته حكام اليابان بحكم الأمر الواقع.

### ثقافة هييان
خلال فترة هييان، كان البلاط الإمبراطوري مركزًا نابضًا بالفن الرفيع والثقافة الراقية. كان من بين الإنجازات الأدبية المجموعة الشعرية كوكينشو ويوميات توسا، يقترن كلاهما بالشاعر كي نو تسورايوكي، وكذلك مجموعة نثريات سي شوناجون كتاب الوسادة، وقصة غنجي لموراساكي شيكيبو، التي غالبًا ما تُعتبر تحفة الأدب الياباني.
كان تطوير نظام الكتابة المقطعية المعروفة باسم كانا ضمن إطار التأثير الصيني المتراجع خلال فترة هييان. انتهت البعثات اليابانية الرسمية إلى أسرة تانغ الصينية، والتي بدأت في عام 630، خلال القرن التاسع، على الرغم من استمرار البعثات غير الرسمية للرهبان والعلماء، وبعد ذلك تسارع تطور الأشكال الفنية والشعرية اليابانية الأصلية. يعد معبد بيودو-إن الذي بُني عام 1053 في أوجي من الإنجازات المعمارية الكبرى، إلى جانب هيان-كيو ذاتها.

## الفترات التاريخية
يجب الانتباه إلى أن المؤرخين لم يتفقوا في تحديد بداية ونهاية هذه الفترات وبعضها متداخل مع الآخر، مما يخلق إشكالا في بعض الأحيان:
- فترة جومون (縄文時代) ما بين (8000 ق.م.-300 ق.م.)
- فترة يايوئي (弥生時代) ما بين (300 ق.م.– 300 م.)
- فترة كوفون (古墳時代) ما بين (300 م.-593 م.)
- فترة أزوكا (飛鳥時代) ما بين (593 م.-710 م.)
- فترة نارا (奈良時代) ما بين (710 م.-784 م.)
- فترة هييآن (平安時代) سنوات (794-1185 م.)
- فترة كاماكورا (鎌倉時代) سنوات (1185-1333 م.)
- فترة موروماتشي (室町時代) سنوات (1338-1573 م.)
  - حروب أونين (応仁) فترة (1467-1477 م.)
  - فترة المقاطعات المتحاربة أو «سن غوكو جيدائي» (戦国時代) الفترة (1480-1573 م.)
- فترة أزوتشي-موموياما (安土桃山時代) سنوات (1573-1603 م.)
- فترة إيدو (江戸時代) سنوات (1603-1868 م.)
  - استعراش مييجي (明治維新)
- فترة مييجي (明治時代) سنوات (1868-1912 م.)
- فترة تائيشو سنوات (1912-1926 م.)
- فترة شو-وا سنوات (1926-1989 م.)
- فترة هييسيي سنوات (1989-.... م.)

## حكام اليابان
- قائمة الأباطرة
- قائمة الشوغونات

## شخصيات تاريخية
- «شوتوكو تائيشي» (聖德太子) ع (574-622 م.)
- «فوجي-وارا نو ميتشيناغا» (藤原道長) ع (966-1028 م.)
- «تائيرا نو كييوموري» (平清盛) ع (1118-1181 م.)
- «ميناموتو نو يوريتومو» (源頼朝) ع (1147-1199 م.)
- «ميناموتو نو يوشي-تسونه» (源　義経) ع (1159-1189 م.)
- «أشيكاغا تاكا-أوجي» (足利 尊氏) ع (1305-1358 م.)
- «أشيكاغا يوشي-ميتسو» (足利義満) ع (1358-1408 م.)
- «تاكيدا شين-غن» (武田 信玄) ع (1521-1573 م.)
- «أوئي-سوغي كن-شين» (上杉謙信) ع (1530-1578 م.)
- «أودا نوبوناغا» (織田 信長) ع (1534-1582 م)
- «تويوتومي هيده-يوشي» (豊臣秀吉) ع (1536-1598 م)
- «توكوغاوا إيئه-ياسو» (徳川 家康) ع (1543-1616 م)
- «أوكوبو توشيميتشي» (大久保 利通) ع (1830-1878 م.)
- «كيدو تاكايوشي» (木戸孝允) ع (1833-1877 م.)
- «سائيغو تاكاموري» (西郷 隆盛) ع (1827-1877 م.)
- «إيتو هيروبومي» (伊藤 博文) ع (1841-1909 م.)
- «مييجي تينو» (明治天皇) ع (1852-1912 م.)